# Éric André
Pour les articles homonymes, voir Eric André (acteur) et André.
 (juin 2017).
Si vous disposez d'ouvrages ou d'articles de référence ou si vous connaissez des sites web de qualité traitant du thème abordé ici, merci de compléter l'article en donnant les références utiles à sa vérifiabilité et en les liant à la section « Notes et références ».
Éric André, né le 18 janvier 1955 à Charleroi et décédé le 28 juillet 2005 à Uccle, est un homme politique belge bruxellois, membre du MR.
Il fut licencié et maître en sciences économiques ; MBA (Université Cornell aux États-Unis). 
De 1985 à 1988, chef de cabinet du ministre de la Région bruxelloise François-Xavier de Donnea. 
Il a occupé la présidence de l'association des Villes et Communes de la Région bruxelloise.
De 2003 jusqu'à sa mort, il a été conseiller municipal des finances et des religions à Uccle. Cependant, en 2004, une tumeur au cerveau l'a contraint à faire moins de politique. Un an plus tard, il mourut des effets de cette maladie.

## Carrière politique
- 1988-2005 : conseiller communal à Uccle
- 2003-2005 : échevin à Uccle
- 1989-2005 : député bruxellois
- 1995-2000 : secrétaire d'État bruxellois